# Tôn Tuấn
Tôn Tuấn (chữ Hán: 孫峻; 219–256), tên tự là Tử Viễn (子遠), là thừa tướng thứ 5 nước Đông Ngô thời Tam Quốc trong lịch sử Trung Quốc. Ông phục vụ dưới thời hoàng đế Tôn Quyền và Tôn Lượng.

## Thời Tôn Quyền
Tôn Tuấn là chắt của Tôn Tĩnh, người em của Tôn Kiên và chú của Tôn Quyền. Cuối thời Ngô Đại Đế Tôn Quyền, với tư cách là quý tộc, ông được phong làm thị trung, Vũ đế đô úy, có nhiệm vụ bảo vệ cung cấm.
Ông cùng Toàn công chúa Tôn Đại Hổ có liên quan tới vụ gièm pha khiến thái tử Tôn Hòa bị mất ngôi năm 250. Do tác động của công chúa Tôn Đại Hổ, Tôn Quyền lập con út là Tôn Lượng lên làm thái tử. Lại nghe theo đề nghị của Tôn Tuấn, Tôn Quyền chọn Gia Cát Khác (con Gia Cát Cẩn) làm phụ chính cho thái tử Lượng.
Năm 252, Tôn Quyền mất, Tôn Tuấn nhận di chiếu cùng Gia Cát Khác làm phụ chính. Tôn Lượng lên nối ngôi, tức là Ngô Phế Đế. Năm 253, Gia Cát Khác khởi đại binh đi đánh Tào Ngụy nhưng bị đại bại trở về. Do Gia Cát Khác chuyên quyền nên làm mất lòng nhiều người, Tôn Tuấn bèn mưu trừ khử Khác để thay thế.

## Quyền thần Đông Ngô
Tháng 10 năm 253, Tôn Tuấn bày mưu cùng vua Ngô Tôn Lượng mở tiệc rượu và mời Gia Cát Khác đến. Gia Cát Khác đeo kiếm vào điện và uống rượu, có Trương Ước đứng hộ vệ. Uống được nửa chừng, Tôn Lượng đi ra, Tôn Tuấn cũng lấy cớ ra nhà tiêu, thay bộ quần áo ngắn rồi bất ngờ ra lệnh cho quân đao phủ vào bắt Gia Cát Khác theo chiếu lệnh. Gia Cát Khác không kịp trở tay, bị Tôn Tuấn chém. Trương Ước rút gươm chém vào tay Tôn Tuấn làm ông bị thương, thủ hạ của Tôn Tuấn là Chu Tuấn cũng rút gươm chém vào tay Trương Ước. Quân đao phủ ùa vào giết chết Gia Cát Khác và Trương Ước, rồi Tôn Tuấn tru di tam tộc họ.
Từ đó Tôn Tuấn được phong làm Thừa tướng, Đại tướng quân, nắm quyền điều hành triều chính Đông Ngô chứ không chia sẻ cùng ai như dự đoán của mọi người, do đó đã có những vụ chống đối. Năm 254, Tôn Tuấn dẹp được cháu nội Tôn Quyền (con cố thái tử Tôn Đăng) là Ngô hầu Tôn Anh (孫英). Sang năm 255, ông lại dẹp chị em công chúa Tôn Đại Hổ và Tôn Tiểu Hổ, xử tử họ.
Năm 256, tướng Tào Ngụy là Văn Khâm, sau khi thất bại trong vụ binh biến cùng Vô Khâu Kiệm chống lại quyền thần Tư Mã Ý, bèn chạy sang hàng Đông Ngô. Tôn Tuấn bèn phát động 10 vạn đại quân đi đánh Ngụy, nhưng đúng lúc đó ông bị ốm nên việc binh phải ngưng.
Tôn Tuấn trao lại quyền hành cho em họ là Tôn Lâm rồi qua đời, thọ 38 tuổi, làm thừa tướng được 4 năm. Năm 258, Tôn Lâm bị vua mới Tôn Hưu đánh đổ và giết chết. Sau vụ này mả Tôn Tuấn bị quật lên và làm nhỏ lại.